# Dvorišće Vivodinsko
Dvorišće Vivodinsko falu Horvátországban, a Károlyváros megyében. Közigazgatásilag Ozalyhoz tartozik.

## Fekvése
Károlyvárostól 23 km-re, községközpontjától 8 km-re északnyugatra fekszik.

## Története
A falunak 1857-ben 100, 1910-ben 126 lakosa volt. A trianoni békeszerződésig Zágráb vármegye Jaskai járásához tartozott. 1900-ig Dvorišće volt a hivatalos neve. Mai nevének utótagját megkülönböztetésül kapta, mivel a vivodinai Szent Lőrinc plébániához tartozik. 2011-ben 27 lakosa volt.

## Lakosság
| Lakosság változása | Lakosság változása | Lakosság változása | Lakosság változása | Lakosság változása | Lakosság változása | Lakosság változása | Lakosság változása | Lakosság változása | Lakosság változása | Lakosság változása | Lakosság változása | Lakosság változása | Lakosság változása | Lakosság változása | Lakosság változása |
| ------------------ | ------------------ | ------------------ | ------------------ | ------------------ | ------------------ | ------------------ | ------------------ | ------------------ | ------------------ | ------------------ | ------------------ | ------------------ | ------------------ | ------------------ | ------------------ |
| 1857               | 1869               | 1880               | 1890               | 1900               | 1910               | 1921               | 1931               | 1948               | 1953               | 1961               | 1971               | 1981               | 1991               | 2001               | 2011               |
| 100                | 116                | 130                | 148                | 138                | 126                | 113                | 129                | 149                | 136                | 113                | 120                | 60                 | 78                 | 42                 | 27                 |